# 日向號戰艦
日向（ひゅうが，命名時由於使用舊假名遣，艦名表示為）是大日本帝国海軍的戰艦，伊勢型戰艦2號艦。於太平洋戰爭中期，改造成航空戰艦，「航空戰艦」只是因方便上的稱呼，於正式的艦籍中仍為戰艦。艦名的來源為日本宮崎縣的舊國名，因此艦內神社所供奉的是來自宮崎神宮的分神。該艦名在帝國海軍只有1代，於戰後由海上自衛隊的護衛艦｢日向（ひゅうが）｣所繼承。

## 艦歷
「日向」為三菱合資會社三菱造船所（現在的三菱重工長崎造船所）建造，於1915年（大正4年）5月6日以「第六號戰艦」為名動工，1917年（大正6年）1月27日，由東伏見宮依仁親王親臨舉行「進水式」（下水典禮），1918年（大正7年）4月30日，「軍艦 日向」正式服役。
原設計為扶桑型戰艦的4號艦，但由於財政問題令預定完工日期大幅延遲，所以趁機修改了主砲的位置以改善扶桑型的缺點。可是在完成的時候，搭載38厘米砲的伊麗莎白女王級戰艦已在英國服役。歷代艦長之中，包括了後來成為聯合艦隊司令長官及指揮捷一號作戰等的豐田副武，也有負責航空戰艦改裝案進程，後來成為第四航空戰隊司令官，並與「日向」有很深關係的松田千秋，此外亦有宇垣纏、西村祥治等不少戰史上的重要人物。
竣工後，配屬於第一艦隊第一戰隊。1940年（昭和15年）6月22日至7月10日期間，作為滿州國康德帝（愛新覺羅溥儀）訪日時的座乘艦。太平洋戰爭開戰時，「伊勢」所屬於第一艦隊第二戰隊，並為戰隊旗艦。

### 兩次砲塔爆炸
在服役之後的1919年（大正8年）10月24日，「日向」於房總近海演習期間，第3砲塔發生爆炸事故。在1924年（大正13年）9月17日於第四砲塔彈藥庫發生火災。另於1942年（昭和17年）5月5日，在伊予灘演習中，在進行第七齊射期間，於第5砲塔中再次發生爆炸事故。這個在砲塔內爆炸的事故，在爆炸時的一瞬間被拍攝下來，該影片仍為現存。眼之所見，其程度只是發砲後的砲煙稍為奇怪，在外觀上亦沒有明顯的損傷。在艦橋上的艦長及砲術科，只是感覺到5號砲塔所發射的主砲彈落在對出50米的海面很不協調外，並沒有感到有任何異樣。之後，收到主砲發令所報告5號砲塔火發生火災，並立即在火藥庫注水避免爆沈，該意外中共有55名死者，8名重傷者。而事發的原因，是主砲在裝填後，尾栓在沒有完全緊閉下，電流就在火管流動並為裝藥點火，因此砲彈並沒有向前射擊，反而將砲管內的壓力成為逆流衝進砲塔內。由火管內突然有電流流出，被說成5號砲塔特有的「怪癖」。
在出現眾多死傷者後，「日向」返回吳，並將受損的第五砲塔撤去，並在該處增設4座25毫米3聯裝機槍，亦另外搭載當時新開發的假稱二號電波探信儀二型（對水上22號電探、即對水面雷達）以作試驗，在中途島海戰的一環中前往阿留申群島。在這戰鬥中南雲機動部隊在喪失4艘主力航空母艦後被毀滅，而主力部隊在沒有與敵方戰鬥的情況下回到日本。「日向」的雷達在遇到惡劣天氣的歸途上一直為艦隊保持正確航路，自此松田千秋艦長不斷向周圍的人講述雷達如何有效。
在發生兩次砲塔爆炸，一次彈藥庫火警等極危險的事故下仍然相安無事，對比起戰艦「河內」與「陸奥」等爆沈的例子來說，可說是非常幸運。再者，於中途島海戰損失4艘航空母艦及第五砲塔因事故而拆除，此後令「日向」及同型艦「伊勢」的命運發生很大轉變。（詳細參考伊勢型戰艦）

### 航空戰艦「日向」
為填補航空母艦的戰力，日本海軍決定將扶桑型戰艦及伊勢型戰艦改裝成航空母艦。但由於時間不配合，扶桑型沒有實施任何改裝，而伊勢型也沒有進行全面的改造，只是將後部的5號及6號主砲撤除，並新設飛機庫及飛行甲板，成為航空戰艦。為了減輕重量，艦上所有的副砲50口徑三年式14厘米砲全部被撤除。這些副砲全部被轉到陸上當砲台使用，並為此在吳鎮守府編成第六特別陸戰隊重砲隊。但是，新安裝的飛行甲板的長度還不足正規航空母艦的一半，因此並不能給艦載機進行著艦動作。不過，飛行甲板上的空間還是能夠進行航空機整備及起飛作業。而主砲撤去後其彈藥庫的空間，被改成航空機用燃料庫及武器庫。「日向」所帶領的第四航空戰隊預定配備所屬於第六三四海軍航空隊的
水上偵察機「瑞雲」及艦載轟炸機「彗星二二型」等的主力機及部隊，當中有14架彗星及8架瑞雲將會編配到「日向」。該艦隊的運用思想，是使用彈射器將彗星射出，其後降落到在攻擊後有體機損耗的航空母艦上，或陸上基地。亦有說法指出伊勢型航空戰艦將會與近乎同速度的航空母艦「信濃」（由大和型戰艦三號艦改造成的航空母艦）組成航空戰隊。
「日向」的改裝由1943年5月開始，11月18日完成。其間，較先完成航空戰艦改裝的「伊勢」，在飛機庫內裝載大和型戰艦的46厘米砲彈，前往楚克錨地進行物資及彈藥輸送。「日向」在改造完成後與「伊勢」共同被編入第十一水雷戰隊，在日本內地毎日進行訓練。1944年5月1日第四航空戰隊編成，「日向」為松田千秋少將所乘坐及第四航空戰隊的旗艦。6月7日因需要強化機槍的火力而進入吳工廠內船塢，其間美軍向塞班島方面進攻，並與日本軍之間爆發馬里亞納海戰。此時「日向」與「伊勢」的進行中的工程被中止，並為出擊作準備，但趕不及參與該海戰。。
10月，美軍向菲律賓方面發動進攻。10月20日，「日向」參加捷一號作戰從日本出擊，預定搭載所屬的第634航空隊的飛機因台灣沖航空戰的關係而轉用到菲律賓方面，所以「日向」與「伊勢」雖然配屬航空戰隊但搭載機一架也沒有。小澤的前衛部隊由松田支隊所編成，10月24日因尋求與美軍艦隊砲戰的機會而南下，但並沒有遇上敵人，翌25日0700時與本隊再合流。於25日的恩加尼奧角海戰中，小澤本隊的4艘航空母艦（瑞鶴、瑞鳳、千歲、千代田）全部被擊沈。其後美軍軍機集中攻擊仍然健在的「日向」與「伊勢」，但由於兩艦長使用了松田少將所提出的航空攻擊回避術，因此在兩艦長的巧妙回避運動下，加上改裝成航空戰艦後大幅增強對空火力成功回避美軍的攻擊。最終在記錄中有6架美軍軍機被擊落，艦身並沒有重大損傷，但仍有1人戰死，8人負傷。「日向」共發射了主砲三式彈112發、12.7厘米高射砲彈659發、25毫米機槍彈28970發及噴進砲彈250發。於10月29日，返回日本。
1945年（昭和20年）2月，由於參加戰略物資輸送作戰「北號作戰」，彈射器被撤除，更有一部分機槍被拆走而提供給現地部隊，回程時使用飛機庫的空間滿載石油、橡膠及錫等運回戰略物資已經很稀少的日本。全艦隊在沒有任何損傷的狀態下返回日本，行動像奇跡般的成功，而「日向」、「伊勢」及輕巡洋艦「大淀」所輸送物資總量，據說只相當於一艘中型貨船。

## 結局

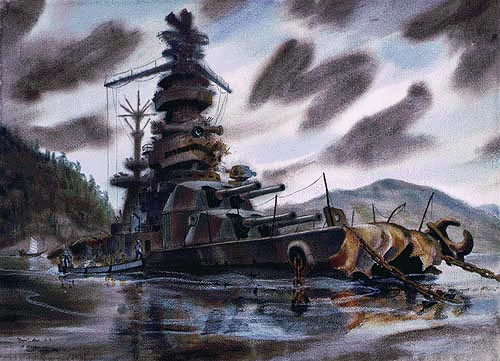
水彩畫下，大破坐底時的「日向」
（由美國海軍從軍畫家斯坦迪什·巴科斯於1946年所畫）

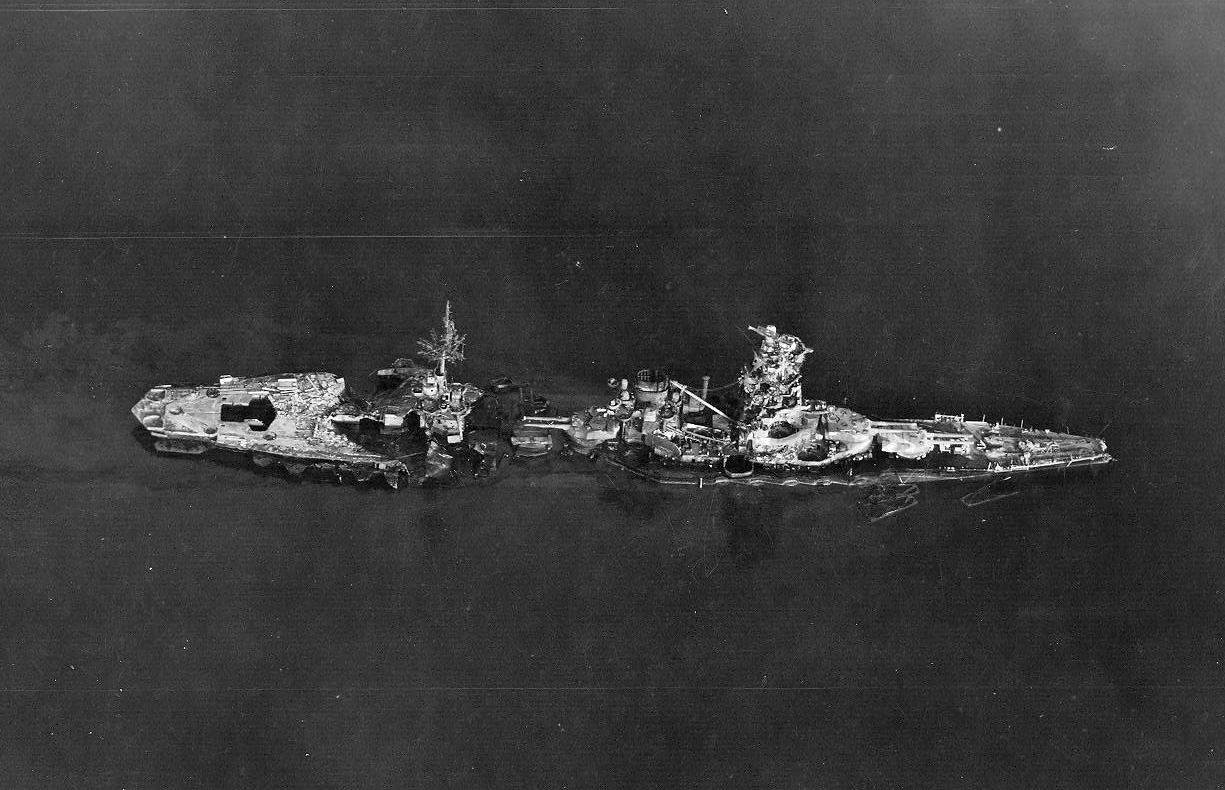
「日向」坐底期間的航空照片

北號作戰完結後，「日向」一直停泊在吳軍港，在1945年3月1日被指定為第一預備艦，其後在3月19日在吳軍港空襲中被3發炸彈（二號砲塔左舷後部、左舷鍋爐室、艦後部）擊中。受到損傷的「日向」在4月20日被指定為第四預備艦，5月1日為改為特殊警備艦，並在吳港外（情島近海）作浮砲台。於7月24日的吳軍港空襲中受到美軍航空母艦艦載機以波狀攻擊，艦長草川淳少將（追授中將）戰死。當攻擊發生時，約半數乘組員已經退艦，艦上留有約1000人，當中戰死204人，重輕傷者約600人。7月26日，「日向」以水平狀態坐底。
在戰後的1947年（昭和22年）7月，在完成解體後其艦歷正式完結。尚且，在情島坐底時的「日向」，於戰後被美軍拍攝為彩色影像，今日仍然可以觀察到當時嚴重的受損情況。現在「日向」曾裝備過的航海燈及軍艦旗於廣島縣吳市內的大和博物館所收藏。

## 主要目一覽
| 要目                  | 新造時 （1917年）                                       | 大改裝後 （1937年）           | 雷伊泰灣海戰時 （1944年）                                                                                      |
| --------------------- | ------------------------------------------------------- | ----------------------------- | --- |
| 排水量                | 基準：29,980噸 常備：31,260噸                           | 基準：36,000噸 公試：39,657噸 | 基準：35,200噸 公試：38,500噸                                                                                  |
| 全長                  | 208.18米                                                | 215.8米                       | 219.62米 |
| 全闊                  | 28.65m                                                  | 33.83m                        | ← |
| 吃水                  | 8.74米                                                  | 9.21米                        | 9.03米 |
| 鍋爐                  | 號艦本式鍋爐混燒24座                                    | 號艦本式8座                   | ← |
| 引擎                  | 柏森式直結渦輪引擎2座4軸                                | 艦本式渦輪引擎4座4軸          | ← |
| 軸馬力                | 45,000匹                                                | 80,000匹                      | ← |
| 速度                  | 23節                                                    | 24.5節                        | |
| 航続距離 （伊勢數據） | 9,680海里/14節                                          | 7,870海里/16節                | 9,500海里/16節                                                                                                 |
| 燃料                  | 石炭：4,000噸 重油：1,300噸                             | 重油：                        | |
| 乘員                  |                                                         |                               | |
| 主砲                  | 四一式35.6厘米聯裝砲6座                                 | ←                             | 同4座 |
| 副砲                  | 50口徑三年式14厘米砲單裝20門                            | 同16門                        | 沒裝備 |
| 高角砲                | 8厘米單裝 （页面存档备份，存于）4門                     | 12.7厘米聯裝4座               | 同8座 |
| 機槍                  | 沒裝備                                                  | 25毫米聯裝10座 （期後裝備）   | 25毫米3聯裝31座 同單装11挺                                                                                     |
| 魚雷                  | 53厘米水中發射管6門                                     | 沒裝備                        | ← |
| 其他兵裝              |                                                         |                               | 21號電探 （页面存档备份，存于）1座 22號 （页面存档备份，存于）2座 12厘米30聯裝噴進砲 （页面存档备份，存于）6座 |
| 裝甲                  | 水線305毫米 甲板55+30毫米 主砲前盾305毫米 副砲廓152毫米 | 水平135毫米追加等             | |
| 艦載機                | 沒裝備                                                  | 3架 彈射器1座                 | 22架 彈射器2座                                                                                                 |

※ ←為與左相同（沒有變更）。空白為不明。包括1944年所推算的數據。

### 公試成績
| 項目     | 排水量   | 馬力     | 速度     | 實施日                    | 實施場所   | 備考 |
| -------- | -------- | -------- | -------- | ------------------------- | ---------- | ---- |
| 竣工時   | 31,073噸 | 63,210匹 | 24節     | 1917年（大正6年）12月15日 | 甑島標柱間 |      |
| 大改裝後 | 40,706噸 | 81,050匹 | 25.264節 | 1937年（昭和11年）8月3日  |            |      |

## 歷代艦長

### 艤装員長
1. 下平英太郎 大佐：1917年1月10日 -
2. 中川繁丑 大佐：1917年12月1日 - 1918年5月1日

### 艦長
1. 下平英太郎 大佐：1917年11月1日 - ※兼艤裝員長
2. 中川繁丑 大佐：1917年12月1日 - ※兼艤裝員長
3. 三村錦三郎 大佐：1918年11月10日 -
4. 勝木源次郎 大佐：1919年11月20日 -
5. 石川秀三郎 大佐：1920年11月20日 -
6. 井手元治 大佐：1921年11月20日 -
7. 宮村歷造 大佐：1922年11月20日 -
8. 島祐吉 大佐：1923年12月1日 -
9. 今村信次郎 大佐：1924年12月1日 -
10. 高崎親輝 大佐：1925年10月20日 -
11. 尾本知 大佐：1926年12月1日 -
12. 鈴木義一 大佐：1927年12月1日 -
13. 大野宽 大佐：1928年12月10日 -
14. 伴次郎 大佐：1929年11月30日 -
15. 丰田副武 大佐：1930年12月1日 -
16. 日比野正治 大佐：1931年12月1日 -
17. 町田進一郎 大佐：1932年12月1日 -
18. 澤本頼雄 大佐：1933年11月15日 -
19. 高橋顛雄 大佐：1934年11月15日 -
20. 杉山六藏 大佐：1935年9月11日 -
21. 田結穰 大佐：1936年12月1日 -
22. 宇垣纏 大佐：1937年12月1日 -
23. （兼）西村祥治 大佐：1938年11月15日 -
24. （兼）平岡粂一 大佐：1938年12月15日 -
25. 代谷清志 大佐：1939年2月10日 -
26. 原田清一 大佐：1939年11月15日 -
27. 橋本信太郎 大佐：1940年11月1日 -
28. 石崎昇 大佐：1941年9月1日 -
29. 松田千秋 大佐：1942年2月20日 -
30. 大林末雄 大佐：1942年12月10日 -
31. 荒木傳 大佐：1943年7月1日 -
32. 中川浩 大佐：1943年9月1日 -
33. 野村留吉 大佐：1943年12月5日 -
34. 草川淳 少將：1945年3月1日 - 7月24日的空襲中戰死

## 同型艦
- 伊勢

## 註腳

### 來源
1. 1 2 3  #海軍制度沿革11-2(1972)[錨點失效]pp.1057-1087、昭和3年2月14日(内令43)艦船要目公表範囲。
2. ↑  大正3年10月12日付 海軍大臣達 第151号。アジア歴史資料センター レファレンスコード C12070068000 で閲覧可能。ひうがではない。
3. ↑  #海軍生活525頁
4. ↑  「軍艦日向製造1件」、#歴群26伊勢型98頁
5. ↑  「進水式」p.45、#歴群26伊勢型98頁
6. ↑  #歴群26伊勢型101頁
7. ↑  「艦隊編制表大正７年１２月１日調」p.1
8. ↑  #海軍生活541-545頁
9. ↑  「軍艦日向3番砲塔爆発の件(1)」p.7
10. ↑  「軍艦日向四砲塔弾庫火災1件」p.4
11. ↑  #海軍生活533頁
12. ↑  #海軍生活534頁
13. ↑  #海軍生活536-537頁
14. 1 2  #海軍生活538頁
15. ↑  #歴群26伊勢型162頁
16. ↑  #歴群26伊勢型163頁
17. ↑  #海軍生活560頁
18. ↑  #歴群26伊勢型146頁
19. 1 2 3 4  #旗艦行動p.5
20. ↑  #歴群26伊勢型159-160頁「伊勢型航空戦艦の運用思想」
21. ↑  #歴群26伊勢型164頁
22. ↑  #旗艦行動p.8
23. 1 2  #旗艦行動p.9
24. ↑  #日向捷号詳報p.41、#第4航戦詳報p.48
25. ↑  #日向捷号詳報p.14
26. 1 2  #歴群26伊勢型170頁
27. 1 2 3  #歴群26伊勢型171頁
28. ↑  「軍艦日向製造1件」p.43

## 關聯項目
- 伊勢型戰艦
- 日向型護衛艦（ひゅうが型護衛艦）
- 飯清（原乘組員）
- 日向礁

## 外部連結
- 第五砲塔爆発事故 （页面存档备份，存于）